# Уоттенберг, Люк
Люк Уоттенберг (англ. Luke Wattenberg; 10 сентября 1997, Трабуко-Каньон, Калифорния) — профессиональный американский футболист, выступающий на позиции гарда в клубе НФЛ «Денвер Бронкос». На студенческом уровне играл за команду Вашингтонского университета. На драфте НФЛ 2022 года был выбран в пятом раунде.

## Биография
Люк Уоттенберг родился 10 сентября 1997 года в Калифорнии. Учился в католической школе имени Хуниперо Серры. Играл за школьную футбольную команду линейным нападения, занимался баскетболом, метанием диска и толканием ядра. Признавался школой спортсменом года. На момент выпуска входил в число двадцати лучших тэклов школьного футбола по версиям Rivals и Scout. В 2016 году получил спортивную стипендию в Вашингтонском университете.

### Любительская карьера
Первый сезон в карьере Уоттенберг провёл в статусе освобождённого игрока, не принимая участия в официальных матчах команды. В 2017 году он дебютировал в турнире NCAA, по его ходу закрепившись на месте стартового левого тэкла команды. В 2018 году тренерский штаб «Вашингтон Хаскис» перевёл его на позицию левого гарда, где он провёл все четырнадцать игр команды. На этом же месте Уоттенберг сыграл в стартовом составе в тринадцати играх в 2019 году.
В сокращённом из-за пандемии COVID-19 сезоне 2020 года он сыграл во всех четырёх матчах «Вашингтона», выходя на позиции центра. После окончания турнира Уоттенберг получил одну из командных индивидуальных наград. В турнире 2021 года он провёл двенадцать игр, по итогам сезона ему была присуждена награда имени Джона Энджела лучшему линейному нападения в составе команды. Также его упоминали в числе претендентов на трофей Римингтона лучшему центру NCAA.

### Профессиональная карьера
Перед драфтом НФЛ 2022 года аналитики издания Sports Illustrated к сильным сторонам Уоттенберга относили его работу во время пасовых розыгрышей, физическую силу, телосложение, умение сыграть на разных позициях и психологическую устойчивость. Среди недостатков отмечали невысокую эффективность во время выноса, проблемы в игре против блицующих, работу ног и плохое чтение обманных манёвров защитников. В целом издание характеризовало Уоттенберга как линейного нападения с большим потенциалом, которому потребуется некоторое время, чтобы вырасти в игрока стартового состава клуба НФЛ.
На драфте Уоттенберг был выбран «Денвером» в пятом раунде под общим 171 номером. В мае он подписал с клубом четырёхлетний контракт на общую сумму 4 млн долларов. По ходу дебютного сезона он принял участие в семи матчах регулярного чемпионата, заменяя травмированных партнёров и сыграв на позициях центра и обоих гардов. Суммарно он провёл на поле 90 розыгрышей.